# Nyänget
Nyänget är en ort vid Bäckfjärden i Själevads distrikt (Själevads socken) i Örnsköldsviks kommun. 
Mellan 2005 och 2020 avgränsade SCB här en småort. Delar av området ingår också fritidshusområdet Nyänget och Paddal, som också omfattar bebyggelsen vid Paddalsviken. Vid avgränsningen 2020 klassades bebyggelsen som en del av tätorten Örnsköldsvik och småorten avregistrerades.